# Harby
Harby är en bebyggelse i Ljungby socken i Kalmar kommun, Kalmar län. Harby klassades till 2015 som en småort för att därefter räknas som en del av tätorten Trekanten.